# دعاء الجبور
دعاء الجبور، هي صحافية فلسطينية مستقلة من قطاع غزة، قُتلت رفقة زوجها وأطفالها يوم السبت بتاريخ 9 كانون الأول 2023، إثر غارة إسرائيلية استهدفت منزلها في خان يونس جنوب القطاع. ارتفع عدد القتلى من الصحافيين الفلسطينيين حتى تاريخ مقتلها بالإضافة إلى مقتل الصحافية علا عطا الله إلى 82 صحافياً وذلك منذ بدء الهجوم الإسرائيلي على قطاع غزة خلال الحرب الفلسطينية الإسرائيلية 2023.